# DDR-Meisterschaften im Feldfaustball 1968
Die DDR-Meisterschaften im Feldfaustball 1968 waren die neunzehnte Austragung der Meisterschaften im Faustball auf dem Feld in der DDR.
Deutsche Faustballmeister der DDR wurden die Vertretungen der ISG Hirschfelde bei den Männern und den Frauen.
Die Finalturniere der besten vier Mannschaften der Frauen und Männer fanden in Eppendorf im Erzgebirge am Wochenende 14. September 1968 statt.

## Frauen
Abschlusstabelle der Hauptrunde
| Platz | Mannschaft                | Punkte        |
| ----- | ------------------------- | ------------- |
| 1.    | ISG Hirschfelde (M)       | …:…           |
| 2.    | SG Görlitz                | …:…           |
| 3.    | Motor Rathenow            | …:…           |
| 4.    | Lokomotive Dresden        | …:…           |
| 5.    | Lokomotive Schleife       | …:…           |
| …     | SG Leipzig-Eutritzsch (N) | …:…           |
| …     | Aktivist Staßfurt (N)     | …:…           |
| –     | Einheit Rostock           | zurückgezogen |

Auf-/Abstieg:
An den Aufstiegsspielen am 28. und 29. September 1968 in Erfurt nahmen die jeweils Erstplatzierten der fünf Liga-Staffeln und auch der Zweite der Staffel II teil. Turbine Halle (Staffel IV) sagte ab. Neben den beiden direkten Aufsteigern Lok Schleife II und der TSG Berlin-Oberschöneweide durfte auch der Drittplatzierte Lok Schwerin aufsteigen.
| Platz | Mannschaft                 | Staffel     | Punkte                         |
| 1.    | Lok Schleife II            | Staffel II  | 10:0                           |
| 2.    | TSG Berlin-Oberschöneweide | Staffel II  | 8:2                            |
| 3.    | Lokomotive Schwerin        | Staffel I   | 6:4                            |
| 4.    | Fortschritt Groitzsch      | Staffel V   | …                              |
| 5.    | Fortschritt Eppendorf II   | Staffel III | …                              |
| –     | Turbine Halle              | Staffel IV  | Teilnahme kurzfristig abgesagt |

Finalturnier
Halbfinale:
- ISG Hirschfelde – Motor Rathenow 63:35
- SG Görlitz – Lokomotive Dresden 64:33

Spiel um Platz 3:
- Motor Rathenow – Lokomotive Dresden 42:40

Finale:
Das Endspiel der Frauen war eine eindeutige Angelegenheit des alten und neuen Meisters ISG Hirschfelde. Er besiegte die SG Görlitz überraschend hoch.
- ISG Hirschfelde – SG Görlitz 53:39 (22:19)

Abschlusstabelle
| Platz | Mannschaft         |
| ----- | ------------------ |
| 1.    | ISG Hirschfelde    |
| 2.    | SG Görlitz         |
| 3.    | Motor Rathenow     |
| 4.    | Lokomotive Dresden |

## Männer
Abschlusstabelle der Hauptrunde:
| Platz | Mannschaft                | Punkte | Bälle   |
| 1.    | Chemie Zeitz              | 34:2   | 743:474 |
| 2.    | ISG Hirschfelde (M)       | 32:4   | 705:448 |
| 3.    | Fortschritt Zittau        | 24:12  | 606:577 |
| 4.    | Medizin Erfurt            | 20:16  | 579:568 |
| 5.    | Empor Rudolstadt          | 15:21  | 555:597 |
| 6.    | Spielgemeinschaft Görlitz | 15:21  | 525:612 |
| 7.    | Lokomotive Wittstock      | 14:22  | 567:632 |
| 8.    | Fortschritt Glauchau (N)  | 12:24  | 558:656 |
| 9.    | Chemie Weißwasser (N)     | 9:27   | 498:602 |
| 10.   | Einheit Halle             | 5:31   | 442:614 |

Auf-/Abstieg: Chemie Weißwasser und Einheit Halle stiegen direkt ab und spielten in der folgenden Saison in der DDR-Liga. Für sie stiegen Pentacon Dresden und Motor Greiz auf.
Finalturnier
Die Hirschfelder ISG erreichte erst nach einem hart erkämpften 50:46 (37:37)-Sieg in der Verlängerung gegen Fortschritt Zittau das Finale, überraschte jedoch im Endspiel mit einer tadellosen Gesamtleistung und gab dem Europapokalgewinner von 1966 und 1967 Chemie Zeitz mit 42:36 das Nachsehen.
Halbfinale:
- ISG Hirschfelde – Fortschritt Zittau 50:46 (37:37, 20:20) n. V. (Es wurde eine Verlängerung von 2×5 Minuten angesetzt)
- Chemie Zeitz – Medizin Erfurt

Spiel um Platz 3:
- Medizin Erfurt – Fortschritt Zittau 63:63 (52:52, …:…) n. V. (Auf eine laut Spielordnung notwendige zweite Verlängerung wurde wegen nahender Dunkelheit verzichtet.)

Finale:
- ISG Hirschfelde – Chemie Zeitz 42:36 (22:18)

Abschlusstabelle
| 1. | ISG Hirschfelde                   |
| 2. | Chemie Zeitz                      |
| 3. | Fortschritt Zittau Medizin Erfurt |